# Séminoles noirs

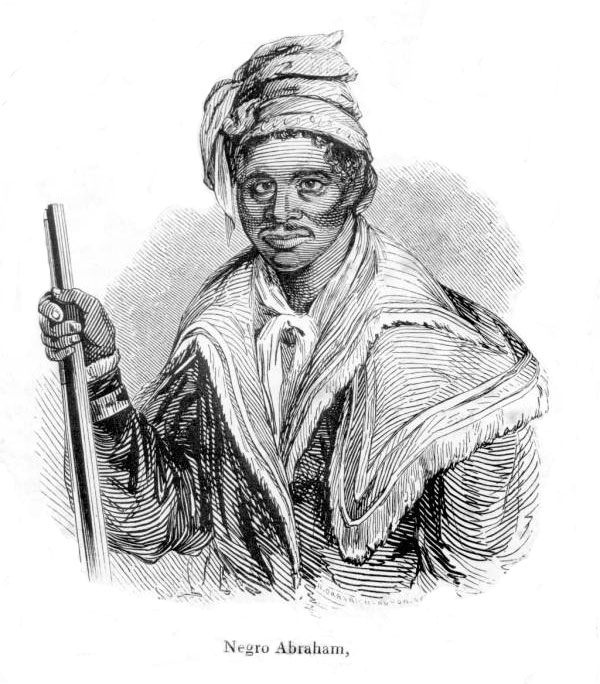
Abraham, un chef des Séminoles noirs.

Les Séminoles noirs (en anglais Black Seminoles) sont des Natifs originels et les descendants d'esclaves échappés de la partie côtière de la Caroline du Sud et de la Géorgie pour le désert de Floride dès la fin des années 1600. Les esclaves fuyards se sont joints à divers groupes amérindiens déjà réfugiés en Floride. Ensemble, les deux groupes ont formé la tribu Séminole, une alliance multiethnique et biraciale. Aujourd'hui, leurs descendants vivent toujours en communautés rurales de l'Oklahoma et du Texas, aux Bahamas ainsi qu'au nord du Mexique. Au XIXe siècle les Séminoles noirs de Floride étaient appelés Séminoles nègres par leurs ennemis colons anglais et Estelusti ou Peuple noir par leurs alliés amérindiens. De nos jours, les Séminoles noirs sont appelés « Seminole Freedmen » en Oklahoma, « Seminole scouts » au Texas, « Indiens noirs » aux Bahamas, et « Mascogos » au Mexique.

## Origines

### XVIIesiècle
La stratégie espagnole de défense de la Floride s'est assise au début, sur une organisation des indigènes en système de missions : les Indiens d'une mission servant de milice protectrice d'une colonie contre les incursions des  Anglais et des chasseurs d'esclaves venus du nord.
Mais les incursions de colons venus de Caroline du Sud comme les maladies tropicales introduites par les esclaves issus d'Afrique occidentale suffirent à décimer une partie de la population indigène de Floride. Lorsque ces premiers résidents furent presque éteints, les autorités espagnoles encouragèrent les Indiens renégats et les esclaves fuyards des colonies anglaises du Nord de l'Amérique à se déplacer vers le sud. Les Espagnols espéraient ainsi que ces ennemis traditionnels des Anglais contribueraient à freiner l'expansion anglaise.
Dès 1689, les esclaves africains fuirent les basses contrées de Caroline du Sud pour chercher la liberté en Floride espagnole. 
En 1693, le roi d'Espagne Charles II décrète que tout esclave fuyant les colonies britanniques serait affranchi et protégé à partir du moment où il mettait les pieds en territoire espagnol. En échange de ce droit d'asile les fugueurs devaient promettre de suivre la foi catholique, de s'engager dans la milice et être prêts à verser jusqu'à leur "dernière goutte de sang pour défendre la Grande Couronne d'Espagne et la Sainte Foi",. C'est ainsi qu'entre le XVIIe et le milieu du XVIIIe siècle, des esclaves ont fui les colonies britanniques pour rejoindre la Floride espagnole avec l'espoir d'une vie meilleure, notamment à Saint Augustine, où ils fondent dès 1687 la colonie noire de Gracia Real de Santa Teresa de Mose,, qui deviendra officiellement Fort Mose en 1738,.

### XVIIIesiècle
En 1726, le gouverneur de Floride Antonio de Benavides (en) créée une milice d'esclaves afro-américains pour aider les régiments espagnols à défendre Saint-Augustin contre les attaques britanniques. Il nomme un Afro-Américain Francisco Menéndez (en) à la tête de la milice avec le grade de capitaine.
En 1733, le gouvernement espagnol interdit la vente d'esclaves en fuite à des particuliers et offre aux miliciens la liberté après quatre années de service. En 1737, Menéndez et plusieurs autres miliciens afro-américains obtiennent la liberté inconditionnelle du nouveau gouverneur de Floride, Manuel de Montiano (en). Les Espagnols ont donc organisé ces volontaires noirs en milice ; leur colonie de Fort Mose fondée en 1738, est historiquement la première ville noire officiellement libre d'Amérique du Nord,.
Beaucoup d'esclaves échappés ont cherché refuge dans des contrées désertiques du nord de la Floride, où leur bonne connaissance de l'agriculture tropicale et leur résistance aux maladies tropicales les ont servi.
La plupart des Afro-Américains qui se sont frayé un chemin en Floride étaient du peuple Gullah qui s'étaient échappés des plantations de riz en Caroline du Sud (et plus tard de Géorgie). Ils avaient conservé une bonne part de leur mode de vie et de leur héritage linguistique et culturel africains. Ces pionniers Gullah ont établi leurs propres colonies basées sur la culture du riz et du maïs et se sont avérés être les alliés efficaces des Amérindiens de Floride.

### Période britannique (de 1763 à la guerre d'indépendance des États-Unis)
Pendant la guerre de Sept Ans (1756-1763), l'Espagne se rangea dans le camp français contre la Grande-Bretagne. Les Britanniques finirent par remporter le conflit et le traité de Paris, signé en 1763, modifia considérablement la carte des colonies d'Amérique du Nord : Madrid dut céder la Floride, en échange de La Havane à Cuba, que les Britanniques avaient envahie pendant le conflit. La métropole britannique divisa le territoire en deux entités : la Floride orientale, avec pour capitale Saint Augustine, et la Floride occidentale avec pour principale ville Pensacola ; elle encouragea l'installation de nouveaux colons, en particulier dans la partie orientale, en leur offrant des privilèges commerciaux et des terres.
Durant cette période, des vagues d'Amérindiens, Creeks pour la plupart, immigrèrent en Floride pour renforcer la tribu des Séminoles.

### Guerre d'indépendance des États-Unis
Un nouvel afflux d'Afro-Américains se produit pendant la guerre d'indépendance des États-Unis (1775-1783), lorsque plusieurs milliers d'esclaves américains s'engagent à combattre au côté des Anglais pour gagner leur liberté : ce sont les loyalistes noirs. (La Floride étant sous le contrôle britannique durant tout le conflit). 
Pendant la révolution, les Indiens séminoles étaient alliés avec les Anglais et, en conséquence, des contacts rapprochés se sont produits entre les deux groupes. Les membres des deux communautés ont encore resserré leurs liens en combattant avec les Anglais pendant la guerre de 1812, suscitant la colère du général américain Andrew Jackson.
Quand Africains et Séminoles se sont croisés pour la première fois, les Séminoles étaient eux-mêmes des immigrés récents en Floride. Leur communauté a évolué à la fin du XVIIIe siècle et au début du XIXe siècle lorsque des vagues d'Amérindiens Creek quittèrent les actuels États de Géorgie et d'Alabama. 
Quand le naturaliste américain William Bartram les visite en 1773, les Séminoles ont acquis leur propre nom tribal, dérivé de cimarron, le mot espagnol pour fuyard, qui a suggéré le statut de réfugiés de la tribu des Creek.
Note : Le mot espagnol cimarron est également la source du mot français marron (en anglais maroon)  employé pour désigner un esclave qui s'est enfui pour vivre en liberté, en Floride, aux Caraïbes, et dans d'autres parties du Nouveau monde.